# 統一主体国民会議
統一主体国民会議（とういつしゅたいこくみんかいぎ）とは、韓国第四共和国の維新憲法で規定された機関。条文では、国民の総意を体現した機関であることが強調されたが、実際には大統領を選出することが唯一の機能であった。

## 歴史
1971年実施の大統領直接選挙で、現職の朴正煕候補が野党候補の金大中に90万票差まで迫られたことから、朴正煕が確実に当選することを目的に設置された機関だと考えればいい。また、国会議員の3分の1に当たる議席を、大統領が推薦した候補者名簿に基づいて選出する役割も担っており、選出された議員は院内会派「維新政友会」を結成していた。
統一主体国民会議の議長は大統領が兼任し、会議を招集する必要がある時は運営委員の中から若干名を指名し、交代で議長を代理して会議を進行することができる。また、統一主体国民会議の代議員の資格審査と懲戒などのその他の必要事項を審議するために、議長が指名する20人以上50人以下の代議員から構成される運営委員会も設置された。運営委員会の委員長は郭尚勲が務めた。
統一主体国民会議の代議員は、特定の政党に加入することが禁止されており、国民会議を構成する代議員の選挙は第一期（1972年12月15日）と第二期（1978年5月18日）の2回行われたが、候補者個人の選挙運動は一切禁止され、選挙管理委員会主催による合同演説会が1回、選挙ポスターと選挙公報だけという形式的なもので、野党側の候補登録は官憲に妨害されて殆ど立候補が出来なかった。
朴大統領暗殺事件後に大統領に就任した崔圭夏と全斗煥も統一主体国民会議で選出されており、事実上の朴正熙の後継である。
| 代     | 選挙実施日     | 政党       | 候補者 | 在籍議員 | 投票議員 | 投票率  | 得票  | 得票率  |
| ------ | -------------- | ---------- | ------ | -------- | -------- | ------- | ----- | ------- |
| 第8代  | 1972年12月23日 | 民主共和党 | 朴正煕 | 2,359    | 2,359    | 100.0％ | 2,357 | 99.9％  |
| 第9代  | 1978年7月6日   | 民主共和党 | 朴正煕 | 2,578    | 2,578    | 100.0％ | 2,577 | 99.96％ |
| 第10代 | 1979年12月6日  | 無所属     | 崔圭夏 | 2,560    | 2,549    | 99.6％  | 2,465 | 96.7％  |
| 第11代 | 1980年8月27日  | 無所属     | 全斗煥 | 2,535    | 2,525    | 99.6％  | 2,524 | 99.9％  |

金浩鎮著『韓国政治の研究』李健雨訳 三一書房 244頁「〈別表表3〉歴代大統領選挙」より作成